# Fărcașa (okręg Marmarosz)
Fărcașa – wieś w Rumunii, w okręgu Marmarosz, w gminie Fărcașa. W 2011 roku liczyła 1769 mieszkańców.